# If I Said You Had a Beautiful Body Would You Hold It Against Me
If I Said You Had a Beautiful Body Would You Hold It Against Me is een single van Bellamy Brothers. De titel werd af en toe verbasterd tot If I said you have.... Het is afkomstig van hun album The two and only. De gebroeders David en Howard Bellamy zwijmelden erop los in deze tweede en tevens laatste hit van dit duo in Nederland. De enige andere hit van de Bellamy Brothers was Let Your Love Flow. B-kant was Make me over van hun album Beautiful friends.
Op het album Two and only dat anno 2010 nog niet op compact disc is verschenen speelden de volgende musici mee:
- David en Howard Bellamy – zang en akoestische gitaar
- Carl Chambers – elektrische gitaar
- Jesse Chambers – basgitaar
- Denny Jones – slideguitar
- Joe LaFrandre – toetsinstrumenten
- Rodney Price – slagwerk

De titel is afkomstig uit een dubbelzinnige introductiezin die Groucho Marx vaak gebruikte in zijn quiz You Bet Your Life, voornamelijk bij (in zijn ogen) mooie dames die meededen.

## Hitlijsten
Het plaatje moest eerst een hit elders worden voordat het de hitparade haalde in thuisland Verenigde Staten. In de Billboard Hot 100 haalde het een 39e plaats, maar in de bijlijst voor countrymuziek kwam het op de eerste plaats terecht. In het Verenigd Koninkrijk kwam het tot plaats 3 in Canada plaats 24. In Nederland steeg het tot plaats 11.
In 2005 namen de heren het lied opnieuw op voor hun album Angels & Outlaws II; collegazangeres Dolly Parton, countrycoryfee, zong mee. Zowel album als single verkochten in Nederland nauwelijks. In de Verenigde Staten haalde de single in deze versie nog plaats nummer 60 in de countrylijst.

## Hitnoteringen

### Nederlandse Top 40
| Hitnotering: 22-09-1979 t/m 10-11-1979 | Hitnotering: 22-09-1979 t/m 10-11-1979 | Hitnotering: 22-09-1979 t/m 10-11-1979 | Hitnotering: 22-09-1979 t/m 10-11-1979 | Hitnotering: 22-09-1979 t/m 10-11-1979 | Hitnotering: 22-09-1979 t/m 10-11-1979 | Hitnotering: 22-09-1979 t/m 10-11-1979 | Hitnotering: 22-09-1979 t/m 10-11-1979 | Hitnotering: 22-09-1979 t/m 10-11-1979 | Hitnotering: 22-09-1979 t/m 10-11-1979 |
| Week:                                  | 1                                      | 2                                      | 3                                      | 4                                      | 5                                      | 6                                      | 7                                      | 8                                      |                                        |
| -------------------------------------- | -------------------------------------- | -------------------------------------- | -------------------------------------- | -------------------------------------- | -------------------------------------- | -------------------------------------- | -------------------------------------- | -------------------------------------- | -------------------------------------- |
| Positie:                               | 27                                     | 16                                     | 12                                     | 9                                      | 8                                      | 8                                      | 20                                     | 25                                     | uit                                    |

### NederlandseSingle Top 100
| Hitnotering: 15-09-1979 t/m 24-11-1979 | Hitnotering: 15-09-1979 t/m 24-11-1979 | Hitnotering: 15-09-1979 t/m 24-11-1979 | Hitnotering: 15-09-1979 t/m 24-11-1979 | Hitnotering: 15-09-1979 t/m 24-11-1979 | Hitnotering: 15-09-1979 t/m 24-11-1979 | Hitnotering: 15-09-1979 t/m 24-11-1979 | Hitnotering: 15-09-1979 t/m 24-11-1979 | Hitnotering: 15-09-1979 t/m 24-11-1979 | Hitnotering: 15-09-1979 t/m 24-11-1979 | Hitnotering: 15-09-1979 t/m 24-11-1979 | Hitnotering: 15-09-1979 t/m 24-11-1979 | Hitnotering: 15-09-1979 t/m 24-11-1979 |
| Week:                                  | 1                                      | 2                                      | 3                                      | 4                                      | 5                                      | 6                                      | 7                                      | 8                                      | 9                                      | 10                                     | 11                                     |                                        |
| -------------------------------------- | -------------------------------------- | -------------------------------------- | -------------------------------------- | -------------------------------------- | -------------------------------------- | -------------------------------------- | -------------------------------------- | -------------------------------------- | -------------------------------------- | -------------------------------------- | -------------------------------------- | -------------------------------------- |
| Positie:                               | 46                                     | 31                                     | 17                                     | 16                                     | 16                                     | 11                                     | 14                                     | 16                                     | 21                                     | 31                                     | 42                                     | uit                                    |

### NPO Radio 2 Top 2000
| Nummer met noteringen in de NPO Radio 2 Top 2000                | '99  | '00 | '01 | '02  | '03  | '04  | '05  | '06  | '07 | '08  | '09  |
| --------------------------------------------------------------- | ---- | --- | --- | ---- | ---- | ---- | ---- | ---- | --- | ---- | ---- |
| If I Said You Had a Beautiful Body Would You Hold It Against Me | 1108 | -   | 773 | 1309 | 1486 | 1153 | 1174 | 1437 | 994 | 1204 | 1859 |

1. ↑  Een '-' betekent dat het nummer niet was genoteerd en een vetgedrukt getal geeft de hoogste notering aan.
2. ↑  Deze tabel is bijgewerkt tot en met de laatste editie (2024).

## 2011
De single komt weer even onder de aandacht bij de release van Britney Spears' single Hold It Against Me. Daarin zit de zinsnede "If I said I want your body now, would you hold it against me?". De broertjes zijn niet blij met dit gedeeltelijke citaat, maar wijten het aan het gebrek aan originaliteit van Spears en zien af van gerechtelijke stappen.